# Folkebevægelsen
 Denne artikel omhandler et politisk parti på Island. Opslagsordet har også en anden betydning, se Folkebevægelsen (flertydig).
Folkebevægelsen (islandsk: Þjóðvaki, dansk: Folket Vågner) var et populistisk venstreparti på Island, der blev etableret i 1994 af en kreds af politikere fra venstrefløjen i Islands Socialdemokratiske Parti  (Alþýðuflokkurinn) omkring den senere statsminister Jóhanna Sigurðardóttir, efter at hun tabte et kampvalg om partiets formandspost. Ved altingsvalget 1995 fik Folkebevægelsen 7,2% af stemmerne og fire mandater. 
I 1999 indgik partiet i valgforbundet Alliancen sammen med Islands Socialdemokratiske Parti, Kvindelisten og Islands Socialdemokratiske Parti. Året efter omdannedes valgforbundet til et egentligt parti.